# Finn Tveter
Finn Ivar Tveter (ur. 19 listopada 1947 w Oslo, zm. 30 lipca 2018 tamże) – norweski wioślarz, srebrny medalista olimpijski.

## Kariera
Wystąpił na igrzyskach olimpijskich w Monachium w 1972, gdzie w czwórkach ze sternikiem zajął dziewiąte miejsce. Na rozgrywanych cztery lata później igrzyskach olimpijskich w Montrealu osada Norwegii w składzie: Ole Nafstad, Arne Bergodd, Finn Tveter i Rolf Andreassen zdobyła srebrny medal w czwórkach bez sternika. W finale uplasowali się o 3,80 sekundy za osadą NRD a o 1,30 sekundy wyprzedzili osadę ZSRR. 
Ponadto Norwegowie w składzie: Alf Hansen, Finn Tveter, Tom Welo, Peter Wærness i Finn Aronsen zdobyli brązowy medal w czwórkach ze sternikiem na mistrzostwach świata w St. Catharines (1970). 
Z zawodu był agentem nieruchomości. W latach 1997-2014 był dyrektorem Norweskiego Stowarzyszenia Agentów Nieruchomości.